# Калифорния Сити
Калифорния Сити (на английски: California City) е град в окръг Кърн, щата Калифорния, САЩ. Калифорния Сити е с население от 13 972 жители (по приблизителна оценка от 2017 г.) и обща площ от 527,4 km². Намира се на 733 m надморска височина. ЗИП кодовете му са 93504 – 93505, а телефонният му код е 760.